# Chocolate Love
"Chocolate Love"는 대한민국의 걸 그룹 소녀시대와 f(x)가 부른 노래이다. 2009년 10월 8일 디지털 싱글로 발매되었다. LG 싸이언의 휴대 전화 제품인 싸이언 뉴 초콜릿의 광고 음악으로 만들어졌으며, 레트로 버전, 일렉트로닉 팝 버전으로 두 가지로 나뉜다. 또한 주먹을 쥔 채로 양손을 번갈아가면서 올리는 춤인 "고양이 춤"이 화제가 되었다.

## 배경
2009년 9월 15일, LG 전자는 블랙 라벨 4번째 시리즈인 '뉴 초콜릿 폰'의 발매를 앞두고 걸 그룹 소녀시대와 f(x)를 모델로 영입한다고 밝혔다. 이어, 소녀시대를 모델로 찍은 사진을 공개하면서 본격적인 홍보를 시작하였고 10월 8일, 두 가지 버전인 "Chocolate Love"를 공개하였다. 블러드샤이 & 아방트 팀 (Bloodshy & Avant)이 작곡하였고 소녀시대의 레트로 버전과 작사는 켄지 (Kenzie)가, f(x)의 일렉트로닉 팝 버전은 유영진, 유한진이 편곡하였다.
10월 10일, 2가지 버전으로 나뉜 CF를 공개하였고, f(x)는 당일에 열린 드림콘서트에서 처음으로 무대를 선보였다. 10월 15일, 이태원 크라운 호텔 내 클럽에서 100명을 초청하여 쇼케이스를 하였고 당일 사이트를 통해 뮤직 비디오를 공개하였다. 10월 23일, 인터파크를 통해 소녀시대와 f(x)가 뮤직 비디오에서 입었던 의상을 11월 2일까지 자선 경매한다고 밝혔다. 11월 5일, 소녀시대의 "Chocolate Love (Retro Pop Ver.)" 두 번째 뮤직 비디오가 공개되었다.

## 수록곡
블러드샤이 & 아방트 (Bloodshy & Avant)가 작곡하였고 켄지 (Kenzie)가 작사를 하였다. f(x)의 일렉트로닉 팝 버전에는 특별하게 엠버의 랩이 들어간다.
| #  | 제목                                   | 작사 | 작곡             | 재생 시간 |
| -- | -------------------------------------- | ---- | ---------------- | --------- |
| 1. | 〈Chocolate Love〉 (Retro Pop Version) | 켄지 | Bloodshy & Avant | 3:41      |

| #  | 제목                                   | 작사 | 작곡             | 재생 시간 |
| -- | -------------------------------------- | ---- | ---------------- | --------- |
| 1. | 〈Chocolate Love〉 (Retro Pop Version) | 켄지 | Bloodshy & Avant | 3:41      |

| #  | 제목                                        | 작사 | 작곡             | 편곡 | 재생 시간 |
| -- | ------------------------------------------- | ---- | ---------------- | ---- | --------- |
| 1. | 〈Chocolate Love〉 (Electronic Pop Version) | 켄지 | Bloodshy & Avant | 3:44 |           |

| #  | 제목                                        | 작사 | 작곡             | 편곡 | 재생 시간 |
| -- | ------------------------------------------- | ---- | ---------------- | ---- | --------- |
| 1. | 〈Chocolate Love〉 (Electronic Pop Version) | 켄지 | Bloodshy & Avant | 3:44 |           |